# Кобанська культура

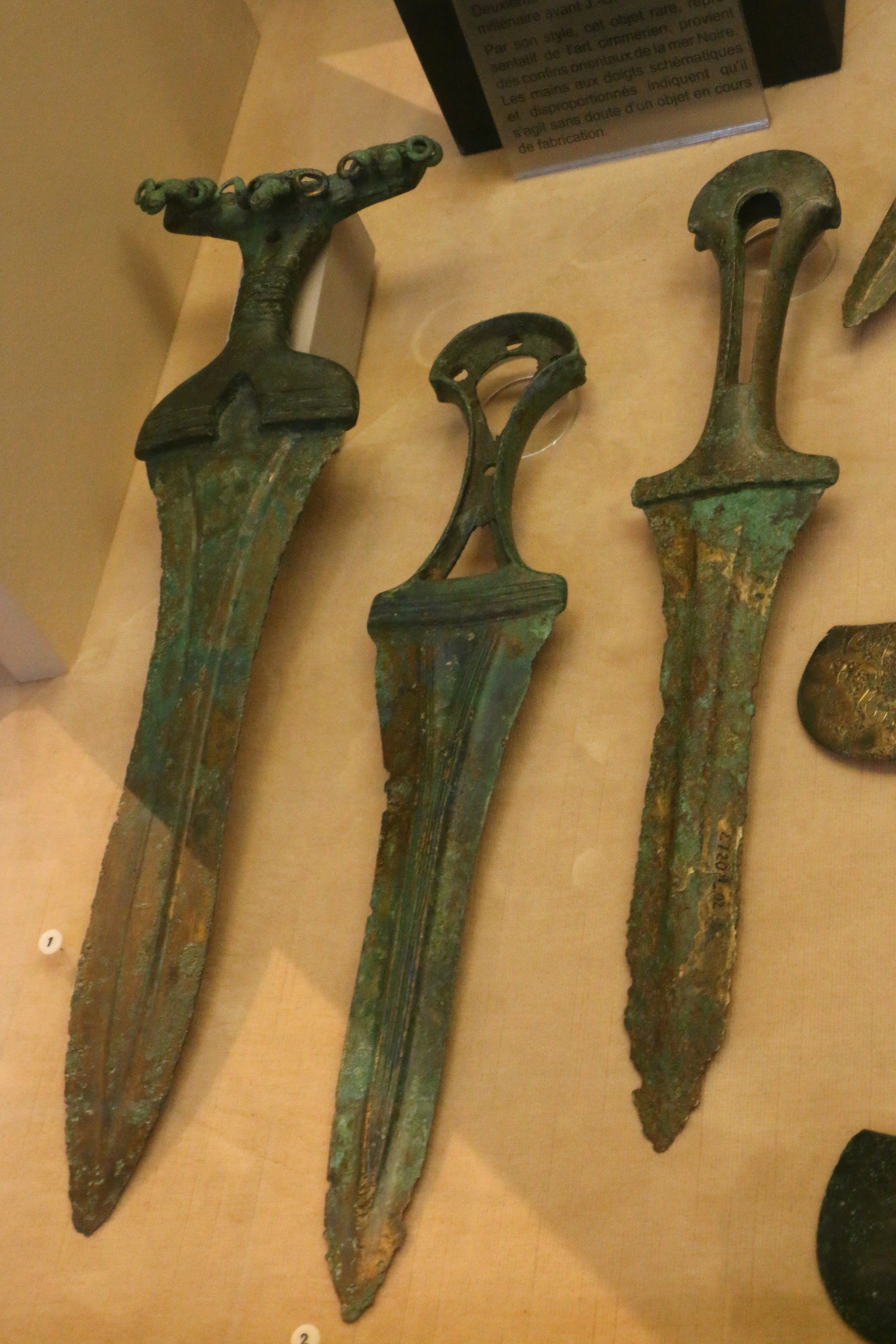
Кинджали кобанської культури. Національний археологічний музей Сен-Жермен-ан-Лей біля Парижа Франція.

Кобанська культура — археологічна культура пізньоїбронзової й ранньої залізної доби. Кобанську культуру характеризує високий рівень розвитку скотарсько-землеробських племен, наявність високорозвиненої металургії міді й широких міжплемінних зв'язків зі Скитією, Закавказзям, Передньою Азією. Пам'ятники Кобанської культури рясніють шедеврами прикладного мистецтва і є найважливішими джерелами для вивчення культури далеких предків багатьох народів Північного Кавказу.
Кобанці займали гірські ущелини й передгірні долини Центрального Кавказу по обидва боки від Головного хребта.  
Культура названа за знахідками 1869 році в селищі Уаллаг-Кобан Північній Осетії на землях тагаурського алдара Хабоша Канукова, де були виявлені бронзові високомистецькі вироби з розмитих могил: зброя й прикраси зі стародавніх могил. 
Для Кобанської культури характерні:
- бронзові сокири витонченої форми, поясні пряжки, фібули, браслети, налокітники й інші предмети, прикрашені геометричним орнаментом і зображеннями тварин;
- кераміка з геометричними візерунками й наліпками.

## Походження
Ім'я носіїв кобанської культури не відомі. Також не виявлено пряме етнічне й культурне насліддя для будь-якої відомої кавказької мовної групи. Основна сучасна теорія, що говорить про місцеве походження Кобанської культури (О. П. Смирнов, Є. І. Крупнов, В. Л. Янін та інші). Ймовірно, що основою кобанської спільноти є місцеві носії передгірних й гірських культур середньо-бронзової доби (2500-1900 роки до Р.Х.). В цілому дослідники, що дотримуються цієї теорії, відносять формування предків кобанських племен до періоду зародження Кавкасіонського антропологічного типу європеоїдної раси - тобто бронзової доби на Кавказі.
Попередня - північнокавказька культура, наступна - сарматська культура та, ймовірно, деякі інші місцеві культури сарматської доби. 
Східну частину культури відносять до пра-чеченців, центральну - до пра-інгушів. Мова племен культури, можливо, належала до нахської групи (інгушська, чеченська), або могла бути індоєвропейською. На Кавказі імена найбільших гірських вершин й річок, як і саме слово "Кавказ", пояснюються з індоєвропейських мов.

### Скіфський вплив
Значний культурно-господарський вплив на кобанців справили скіфи. У 700-500 роках до Р.Х. племена скіфської й скіфоподібної культури посунулися на Передкавказзя, вступили у контакт з місцевим населенням й сформували поліетнічну аристократію (ймовірно, більшість північнокавказьких курганних поховань того періоду належали подібній шляхті). За історичними джерелами відомо, що через Кавказ (у тому числі через землі кобанців) скіфи здійснювали свої військові походи до Малої Азії. Ці фактори припускають участь скіфів у етногенезі пізніх кобанських племен. Сліди скіфської культури на Передкавказзі зникають у 600-400 роках до Р.Х., що, ймовірно, свідчить про повну асиміляцію кочових скіфів місцевими осілими племенами меотської й кобанської культур.  Навпроти, в українських степах культура нескіфських народів зберігає скіфський вигляд до 300 року до Р.Х..

### Інші гіпотези
О. П. Смирнов вважав, що кобанці, як у культурному, так й в етнічному плані, були близькі населенню гірського Криму, яке у свою чергу було нащадками кімерійців. Кімерійці здійснювали через Кавказ військові походи з українського степу до Малої Азії.
М. М. Іващенко стверджував: «головним носієм так званої "кобанської "бронзової культури були колхи». Проте, на думку ряду дослідників племена кобанської культури були нахомовні. 
На початку XX сторіччя, на підставі лише зовнішньої схожості кобанських ілюстрацій з речами гальштатської культури Наддунав'я, Г. Вільке й М. Герпес, пояснили досягнення бронзи Кавказу масовим переселенням дунайських племен металургів. Тільки у 1935 році А. А. Іессену у спеціальній роботі, присвяченій історії металургії міді на Кавказі, вдалося показати повну безпідставність теорії «дунайських» запозичень.

## Поширення

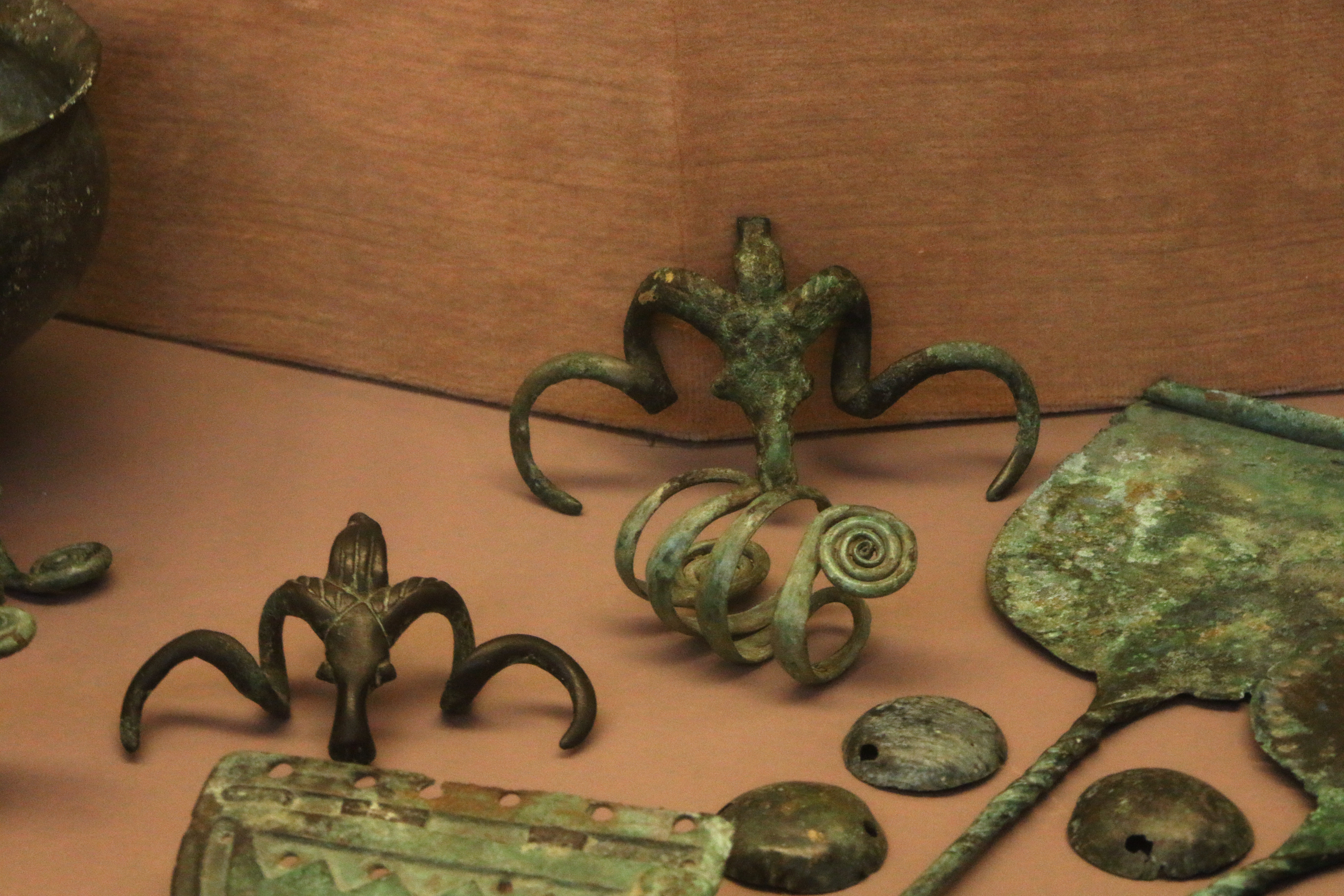
Rулон з муфлоновою головкою з кобанського могильника - Кобанська культура. Національний археологічного музей Сен-Жермен-ан-Лей біля Парижа Франція.

Була поширена в центральній частині Північного Кавказу та частково Закавказзя у 1400-300 роках до Р.Х.. Пам'ятки Кобанської культури (могильники й поселення) відомі від верхів'їв Кубані до Дагестану у Північній Осетії, Кабардино-Балкарії, Карачаєво-Черкесії, Інгушетії й Чечні; а також у суміжних районах Закавказзя (Південна Осетія та інші суміжні гірські ущелини). 

## Періодизація культури

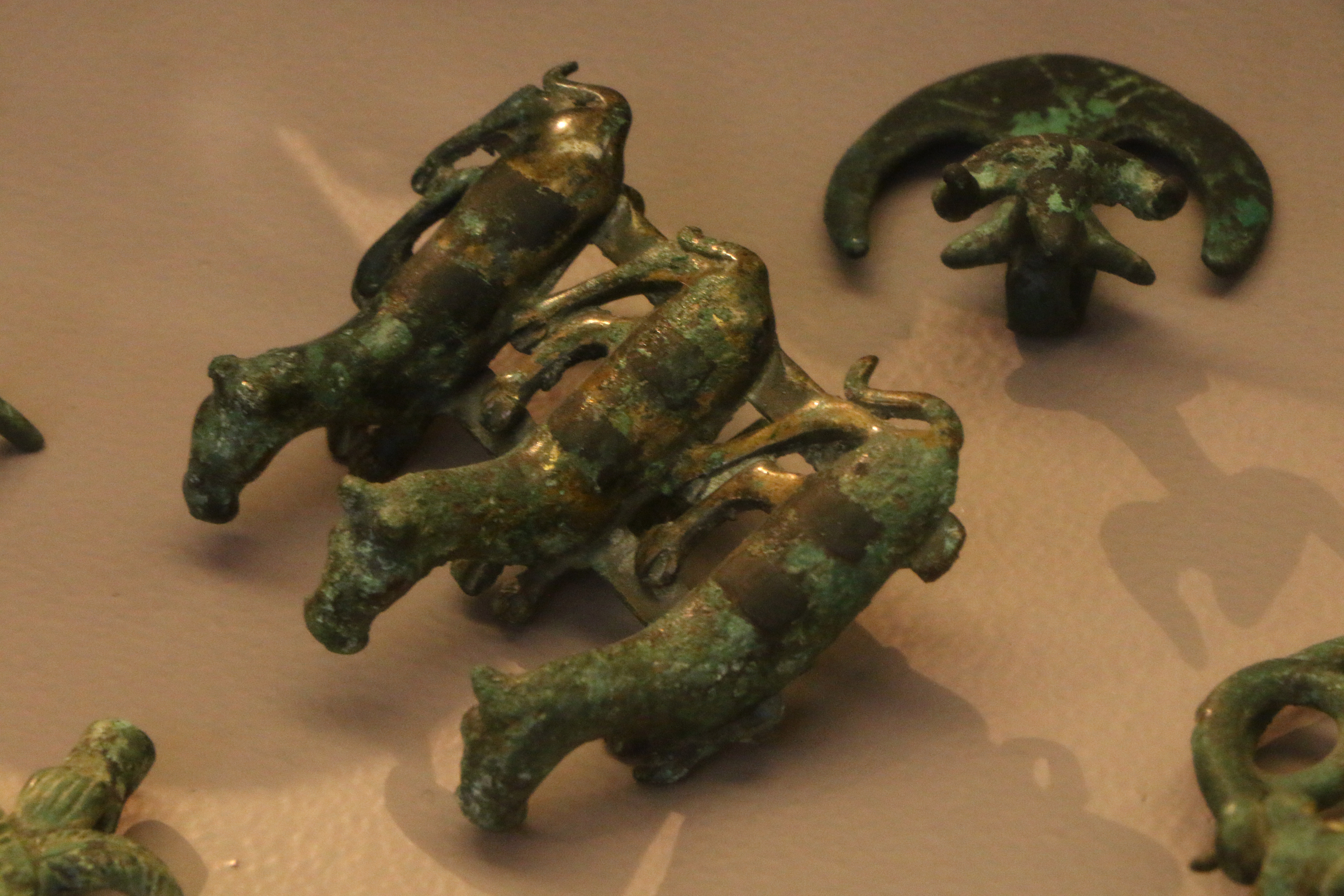
З Національного археологічного музею Сен-Жермен-ан-Лей біля Парижа Франція - пояс з трьома фелідами - Кобанський могильник - культура Кобан

Культура поділяється на 4 етапи:чотири етапи:
- 1400-1200 роки до Р.Х. - ранній період, коли на основі досягнень бронзової доби Кавказу, Південно-Східної Європи й Передньої Азії формувалася нова самобутня кобанська культура;
- 1200-900 роки до Р.Х. - період розквіту кобанської культури, коли вона придбала свої класичні форми;
- 900-600 роки до Р.Х. - період переходу від бронзової до залізної доби; початок активного спілкування кобанців зі скіфами;
- 600-300 роки до Р.Х. - пізньокобанський період; впровадження предметів скіфського типу, відбувалося тісне співробітництво й змішання кобанців зі скіфами.

## Місцеві варіанти

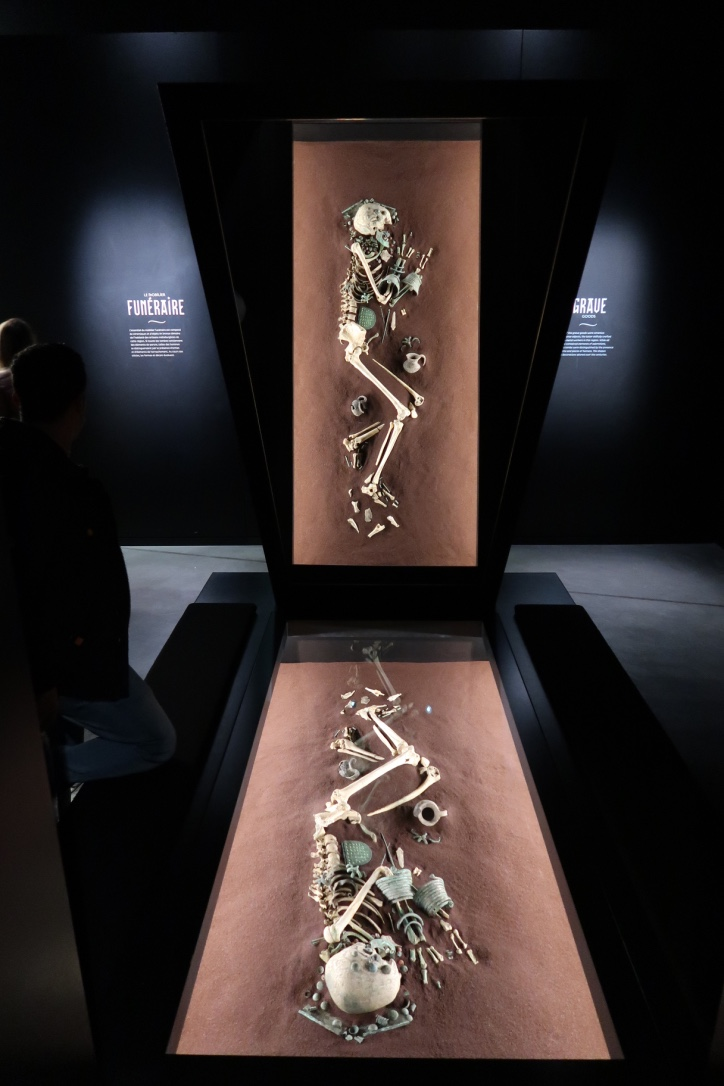
Жіноча могила, поховання 9, некрополь Кобан, Північна Осетія. Заключна бронзова доба й рання залізна доба 967-813 роки до Р.Х. Кістки людини і тварин, бронза, сердолік і снаряди. Музей злиття, Ліон.

За кобанської доби на початку I тисячоріччя до Р.Х. на зміну родовій громаді прийшла територіально-громадська (сусідська) громада.
Дослідники вважають, що кобанці поділялися на 3 великих племінні союзи, що відповідають 3-ом варіантам кобанської культури, що розрізняють археологи:
- центральний племінний союз (він займав нинішню територію Осетії),
- західний племінний союз,
- східний племінний союз.

На чолі племен і союзів, особливо в скіфський час, стояла військова аристократія - прошарок професійних воїнів на чолі з вождями.

## Зовнішні стосунки
Сусідні з кобанською археологічні культури: на північному заході - меотська (надкубанська) культура, На південному заході - колхидська культура, на сході - Каякентсько-хорочоєвська культура, на півночі - зрубна культура, пізніше - скіфська культура.
Знахідки кобанських речей вказують на торгові стосунки окрім сусідніх кавказьких народів, також з племенами Криму, Північного Причорномор'я, Передньої Азії, й навіть з високорозвиненими центрами бронзової металургії - Луристанським (Західний Іран) та Карпато-Дунайським (Австрія, Богемія, Баварія).
На останньому етапі кобанці перебували під сильним впливом скіфської культури. Скіфи користувалися кавказьким проходом у Закавказзя для своїх походів у Малу Азії.

## Поселення й житло

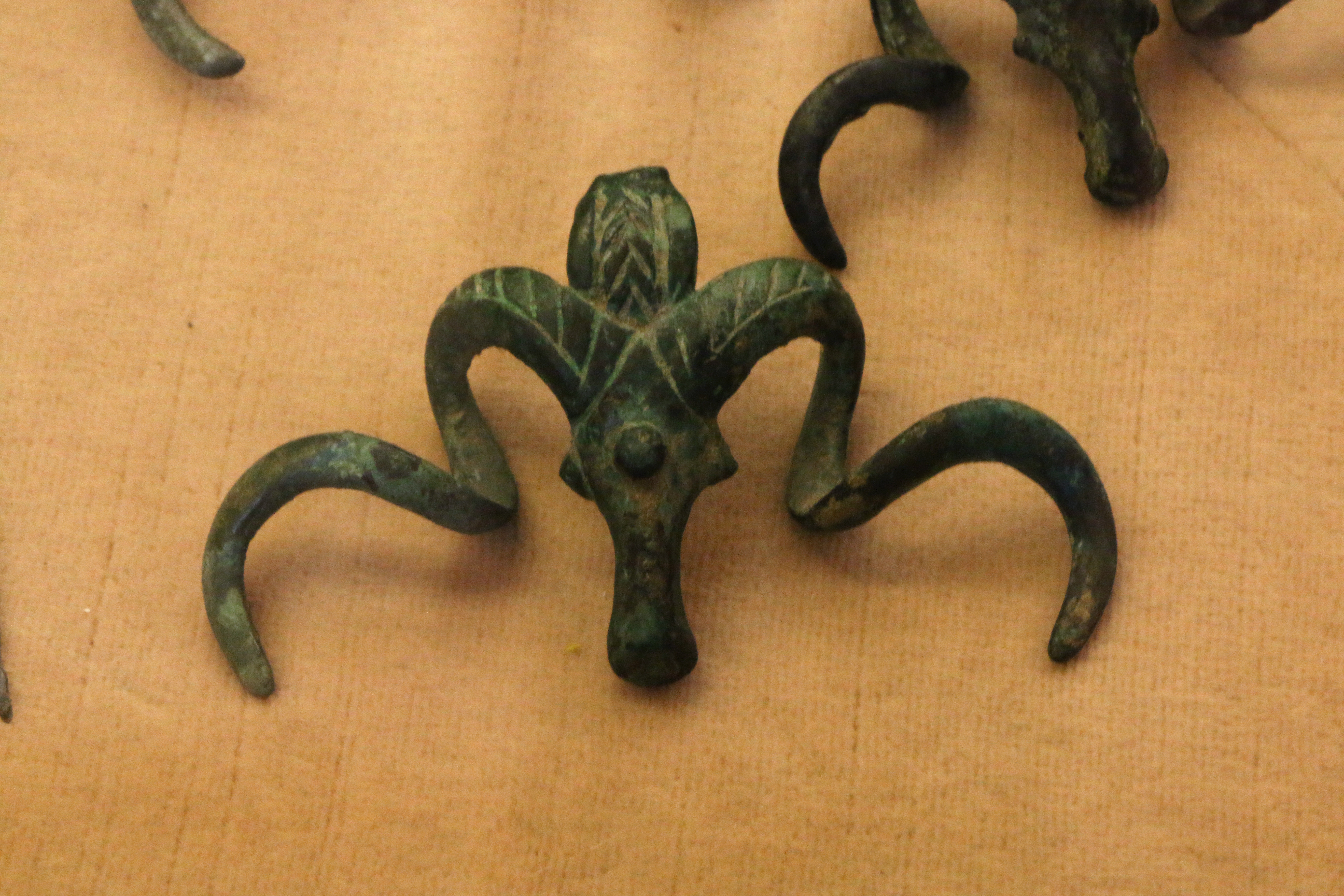
З Національного археологічного музею Сен-Жермен-ан-Лей поблизу Парижа Франція - Муфлоновий кулон культури Кобан

Селища кобанців розташовувалися на пагорбах, або високих берегах річок, на відрогах гір біля виходу з ущелин або в гірських долинах. Іноді поселення захищали валом й ровом, але частіше ніяких укріплень не було. Квартали, житлових будинків, господарських будівель, ремісничих майстерень й святилищ, поділялися вузькими, мощеними бруківкою вулицями. Будинки будували з каменю, або на кам'яній основі зводили турлучні стіни (плетений каркас, що обмазаний глиною). Всередині будинків влаштовували відкриті кам'яні вогнища для приготування їжі та обігріву. Підлоги в приміщеннях посипали глиною або клали з плоских кам'яних плит. Двосхилі дахи спиралися на дерев'яні стовпи.

## Могильники
Могильники Кобанської культури у високогірній зоні складаються з кам'яних скринь, у передгір'ях - із ґрунтових могил, обкладених кругляком.

## Господарство

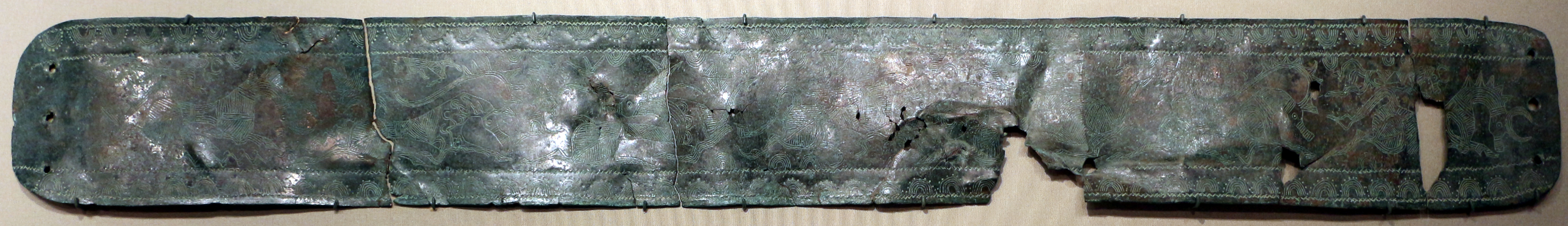
Кобанська культура, пояс з бігаючими тваринами, близько 1000 р. до Р.Х., центрально-північний Кавказ. Близькосхідні старожитності в Клівлендському музеї мистецтв

Основним заняттям населення було скотарство. Сам за кобанської культури склалася традиційна для Центрального Кавказу відгонно-пасовищна система, коли влітку худобу утримували на полонинах, а взимку переганяли на рівнину у місця з досить теплим кліматом. У горян переважали вівці, а у степовиків - велика рогата худоба. Крім овець та корів населення тримало буйволів й волів для упряжки, а на рівнині ще й тримали свиней та домашнього птаха. Важливе місце було у розведенні двох порід коней: верховим й ваговозам.
Орним землеробством займалися на рівнині й у гірських долинах. Орали дерев'яної сохою. Сіяли ячмінь, пшеницю, просо, жито, гречку. Для збору врожаю користувалися бронзовими, а у пізньокобанський період - залізними серпами. Молотили широкими дошками з вбитими в них кремінними стрижнями. Зібраний урожай зсипали в ями-сховища. Борошно мололи на кам'яних зернотерках.
Додатково кобанці збирали дикі плоди, полювали й рибалили. Полювали на благородного оленя, козулю, ведмедя, кабана, дику козу, вовка, лисицю, куницю, видру, на лісових й польових птахів. Сцени полювання часто за допомогою собак були зображені на мистецьких виробах. Рибалили на бронзові рибальські гачки, кам'яні грузила, а ще, можливо, загати, мережі та інші пристосування; ловили сома й червону рибу, севрюгу, сазана, форель.

## Ремісництво

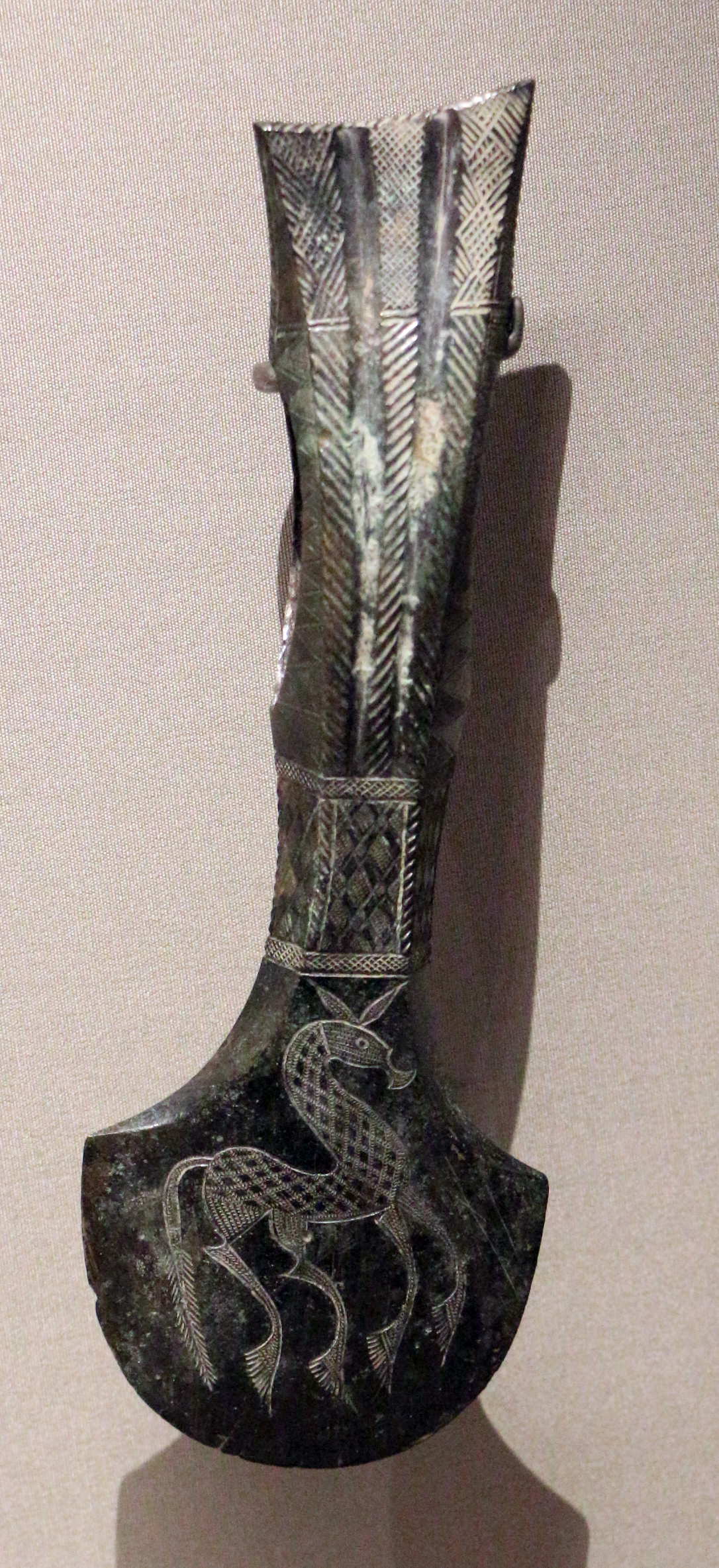
Маківка сокири. Культура Кобан,, 900-600 роки до Р.Х., Клівленський музей мистецтва

Було високо розвинуті виробництво металевих виробів, гончарстві, ткацтві, в обробці кістки й каменю. Тканини з вовни і льону мали грубе плетиво, їх ткали на верстаті. Одяг шили з тканини, шкіри й повсті бронзовими або кістяними голками.
Гончарі ліпили посуд на підставці, що обертається або користувалися гончарним кругом. Лощену поверхню кераміки часто прикрашав орнамент. Посуд різного розміру й призначення: горщики, глечики, великі корчаги, миски, кружки. Відомий фігурний посуд у формі маленького чобота.
Каменерізи виробляли для ремісників по металу тиглі, песто й ливарні форми, а для побуту - зернотерки, рибальські грузила, деталі молотильних дощок.
Ремісники-косторізи могли пом'якшувати кістки й роги, різали, стругали, шліфували, полірували, свердлили й художньо вирізали. З кістки й рогу виробляли знаряддя для • ткацтва, обробки шкіри та кераміки, гребінки для розчісування вовни, голки, прикраси.

## Металургія

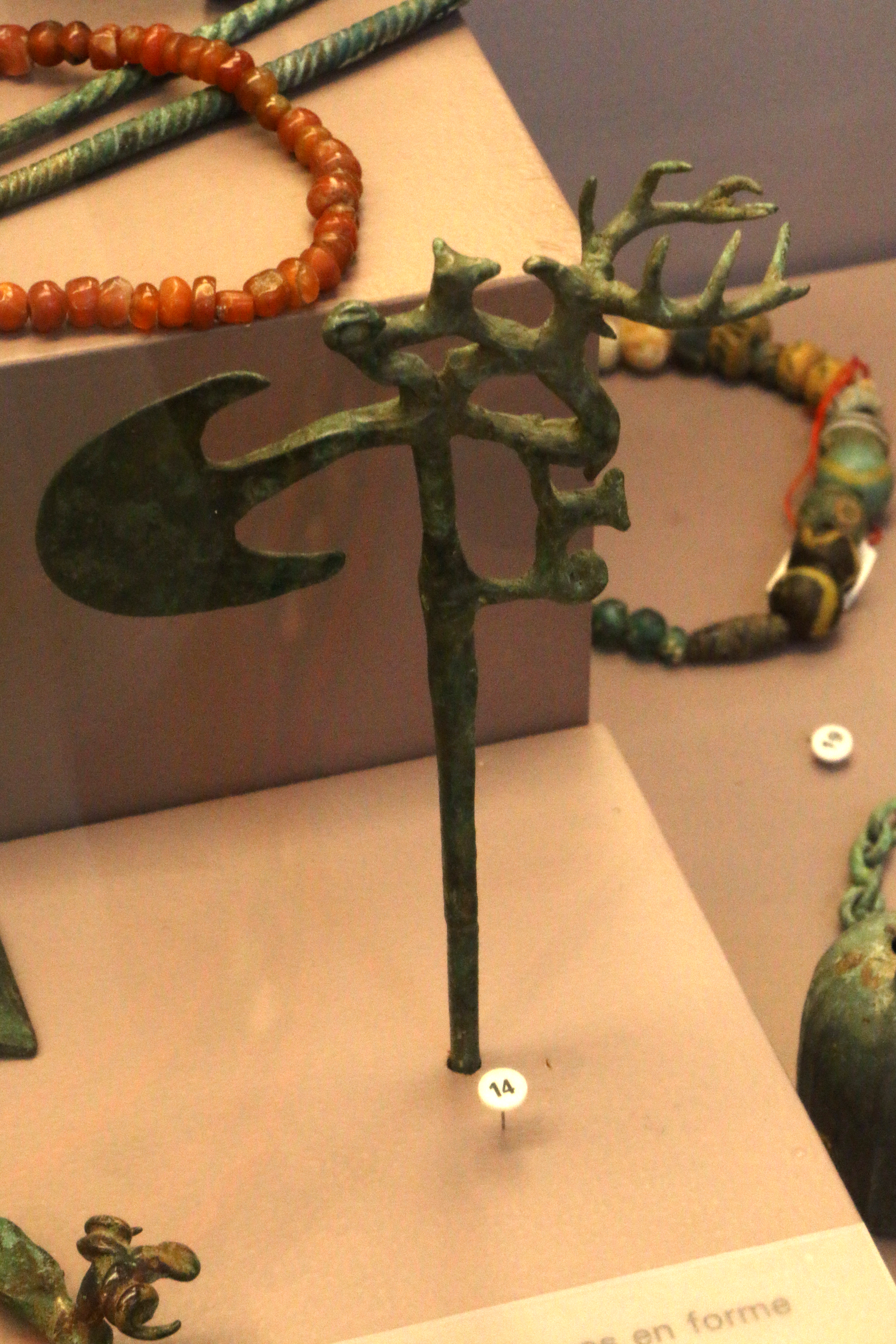
З Національного археологічного музею Сен-Жермен-ан-Лей біля Парижа Франція - Шпилька, її головка показуює полювання на оленів - Кобанський могильник - Кобанська культура

Кобанська бронза була високоякісною, бо містила достатню олова. Олово видобували у Осетії: в верхів'ях річок Квіріли, Джоджори й Великий Ліахві. Бронзі масивні кільця, кинджали, або просто бронзові злитки слугували у якості грошових розрахунків.
На поселеннях виявлені майстерні металургів з плавильними печами, тиглями й ковшами для рідкого металу, ливарні формами й бронзовими заготовками виробів. Ремісники користувалися методами лиття у формах або за восковою моделлю, вибивання прикрас з бронзового листа по матриці, кування, карбування та різьблення. До наших часів збереглися безліч бронзових кобанських виробів: знаряддя праці (мотики, сокири, серпи, голки), зброя (бойові сокири, наконечники копій, кинджали, булави), прикраси (пояси і пряжки, шпильки, браслети, ніжні кільця, намиста, підвіски, фібули), литі фігурки людей й тварин. З листової бронзи кували посуд: великі й малі вази, миски, кружки, чаші, котли й черпаки.
Освоєння кобанцями металургії заліза 1000 років до Р.Х., що спочатку використовувалося для інкрустації бронзи й за пізньокобанського періоду справило поштовх для розвитку господарства та військової справи, коли вироби переважно виготовлялися з заліза.

## Військо й зброя

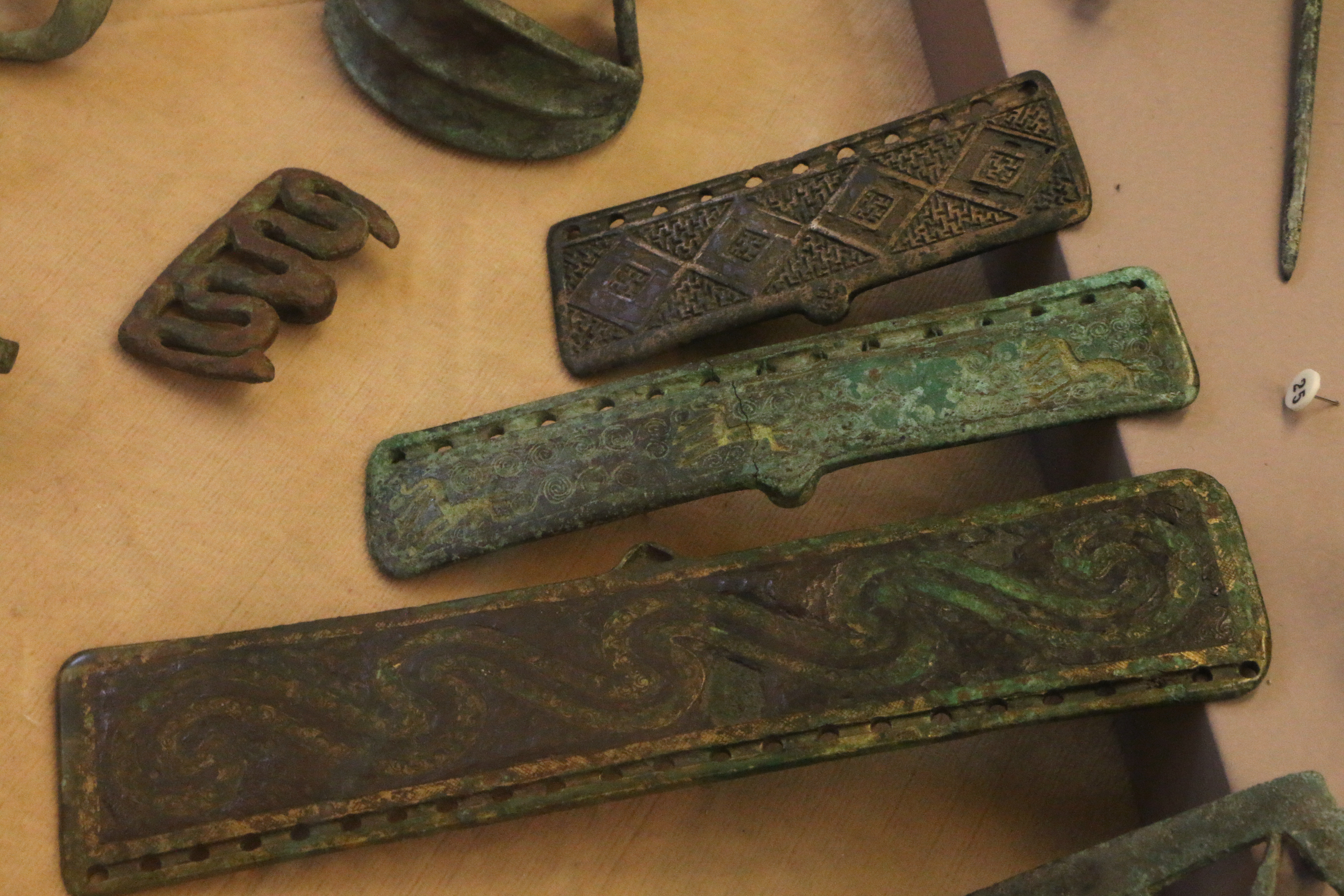
Застібки посів. З Національного археологічного музею Сен-Жермен-ан-Лей біля Парижа Франція - Кобанський могильник - Кобанська культура

У кобанців існували військові княжі дружини, що за скіфської доби брали участь у відомих скіфських малоазійських походах. На кобанських могильниках виявлена численна зброя: кинджали, мечі, бойові сокири, луки, стріли, списи, дротики, булави й молоти. До захисного спорядження відносяться: широкі бронзові пояси, багатовиткові бойові браслети, бронзові шоломи, шкіряні панцири з бронзовими пластинами. Збруя для коней: на поясах зі відомого Тлійського могильника присутнє зображення бойових колісниць, але кінської упряжі від них не знайдено; добре збереглися деталі вуздечок, бляшки, підвіски, дзвіночки з спорядження верхових коней.

## Релігія
Місцями сімейного поклоніння були жертовники поруч або всередині будинку. Жертовником був глинобитний майданчик розміром менше 1 м2, що зрідка обгороджували камінням, та іноді поруч споруджували вогнище. На жертовниках виявлено кістки тварин, мініатюрні глиняні моделі посудин, коліс від возів, кухлик для лиття бронзи, а також статуетки людей й тварин.
На найважкодоступному для ворога місці у кожному поселенні споруджували селищний храм. Існували племінні святилища всіх нащадків й союзів кобанських племен. Одне з племінних капіщ, було виявлено у Дигорській ущелині, біля селища Махчеськ. Там була виявлена гранітна плита із зображенням лабіринту - космічного символу руху сонця й людського життя. Ймовірно, що на попередньому місці племінного кобанського капіща стоїть цейський Реком - одне з найвідоміших осетинських поганських капищ.
Релігійне значення мали кобанські амулети, навершя палиць, руків'я кинджалів з об'ємними зображеннями тварин, фігурки людей й звірів. Особливо численні фігурки барана або баранячої голови. У багатьох арійських народів образ барана пов'язано з поняттям «фарна» - благодаті, добробуту й миру. Існують також припущення про поклонінні кобанців богам сонця, родючості, полювання та духам предків.

## Мистецтво
Кобанські бронзові вироби майже всі були мистецькими творами: вкриті візерунком й малюнками сокири, кинджали зі скульптурними руків'ям, пряжки й паски з гравірованими зображеннями. Жіночі й чоловічі прикраси кобанців зберігаються у кращих музеях світу.
Поширений візерунок кобанських ремісників - геометричний, особливо часто з різних видів свастики. Використовували методи гравіювання й інкрустації. Крім фантастичних звірів, на малюнках зображені коні, олені, собаки, птахи, риби й змії. Литі фігурки зображують птахів, баранів, биків, коней, собак. Ймовірно, що сцени з людьми й тваринами на бронзових поясах присвячені героям епосу кобанців.
Жіноче вбрання налічувало безліч ювелірних виробів: голову прикрашали віночком або шпилькою, скроневими підвісками, нашивними бляшками, намистом, бісером й навісками різної форми; на шиї носили обручі-гривни, намиста з сердолікових намистин; на руках і ногах браслети; одяг скріплювали застібками-фібулами. Чоловічих прикрас менше за жіночі: бронзові шнури, бляшки, скроневі кільця, браслети.
Традиції кобансько-скіфського мистецтва продовжили за скіфо-савроматської доби. Мистецька спадщина кобанської культури добре простежується в культурі середньовічної Аланії та у сучасному осетинському прикладному мистецтві.